# Боевое (Херсонская область)
Боевое (укр. Бойове) — село в Генической городской общине Генического района Херсонской области Украины.
Население по переписи 2001 года составляло 201 человек. На 2017 год фактическая численность населения составляет 142 человека. Удалённость от Геническа — 25 км. Почтовый индекс — 75554. Телефонный код — 5534. Код КОАТУУ — 6522188502.